# Great Trigonometrical Survey

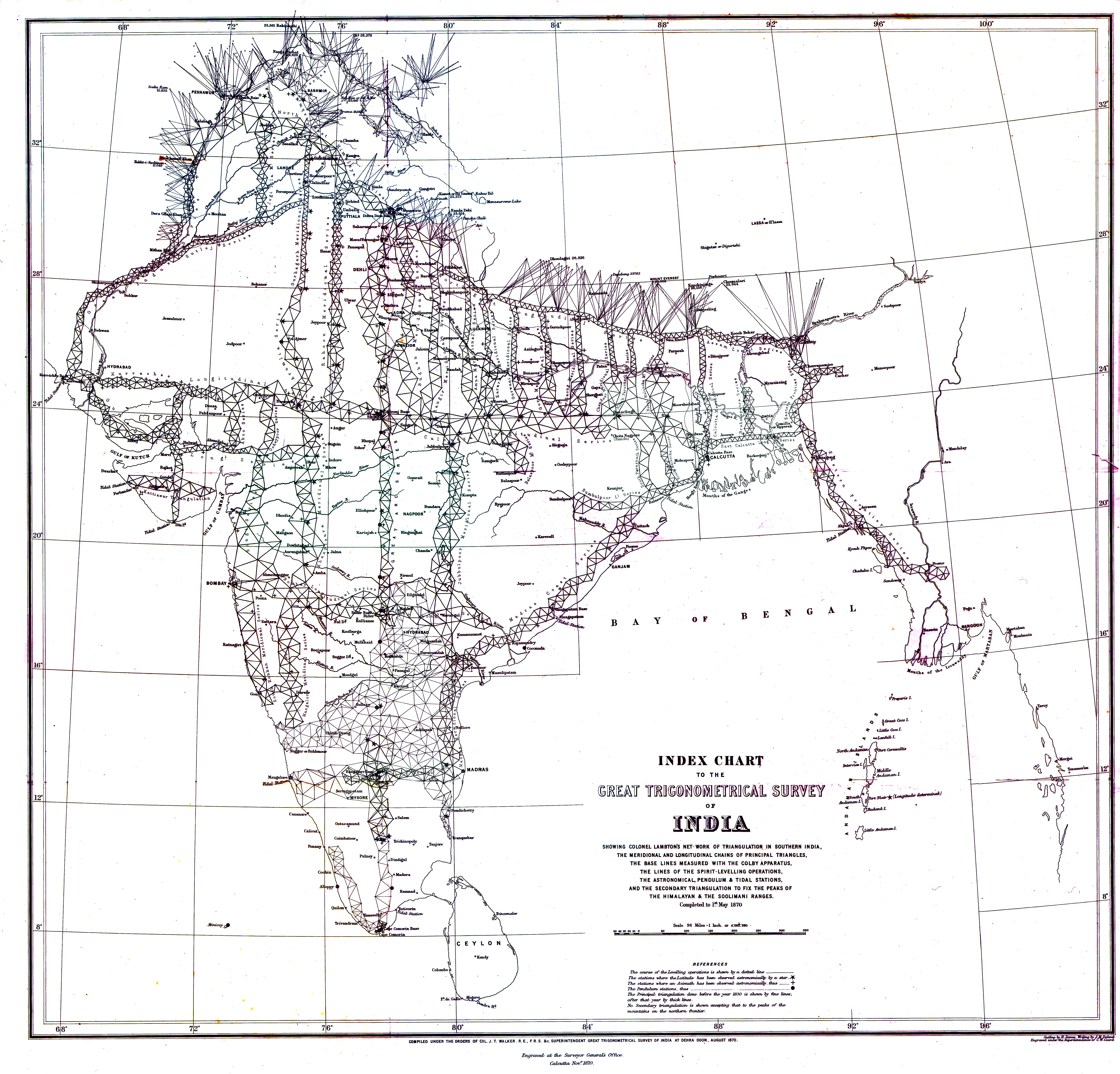
Um mapa do levantamento, produzido em 1870

O Great Trigonometrical Survey (traduzível para Grande Levantamento Trigonométrico) foi um projeto do Survey of India executado ao longo do século XIX no Raj Britânico (Índica Colonial Britânica). Foi concebido na fase inicial por William Lambton, e depois por George Everest. Entre os grandes feitos do "Survey" encontrou-se a demarcação dos territórios britânicos na Índia, e a medição da altitude das altas montanhas do Himalaia, incluindo o Everest, o K2, e o Kanchenjunga. O "Survey" teve um enorme impacto científico, sendo responsável por um dos primeiros levantamentos de precisão de uma secção de arco de longitude, e pela medição da anomalia geodésica.

## História
O "Great Trigonometrical Survey" da Índia começou em 10 de abril de 1802 com a medição de uma linha de base perto de Madras. O major Lambton escolheu as planícies entre St. Thomas Mount na parte norte e Perumbauk Hill na parte sul. A linha de base tinha 12,1 km de comprimento. O tenente Kater foi enviado a procurar pontos de boa visibilidade nas colinas a oeste, de modo que os pontos costeiros de Tellicherry e Cannanore pudessem ser ligados. Os pontos escolhidos foram o Monte Delly e Tadiandamol. A distância de costa a costa foi de 580 km e a linha de levantamento ficou completada em 1806. A Companhia Britânica das Índias Orientais supôs que o projeto demoraria 5 anos a completar, mas acabou por demorar mais de 60 anos, mesmo depois da revolta indiana de 1857 e do fim da própria companhia em 1858.
Devido à extensão de terra a cartografar, os topógrafos não triangularam a totalidade da Índia, mas criaram linhas de triangulação de norte a sul e de leste a oeste. Por vezes o número de pessoas envolvidas chegava a 700.
Em 1856, Andrew Waugh, topógrafo-geral das Índias Orientais desde 1843, anunciou, após alguns anos de medições no quadro do projeto, que o «pico XV» — hoje conhecido como Monte Everest — tinha oficialmente a altitude de 8840 metros e era a montanha mais alta do mundo.

## Medição da linha de base
A linha de base inicial foi medida com grande precisão, uma vez que a precisão do subsequente levantamento dependia criticamente nessa primeira linha. Várias correções foram aplicadas, principalmente devido à temperatura. Uma corrente especialmente precisa foi usada, colocada em planos horizontais, protegida do sol e mantida sob constante tensão.

## Correções
Para atingir a melhor precisão, uma série de correções foi aplicada às distâncias calculadas com trigonometria simples:
- Curvatura da Terra
- A não-esférica natureza da curvatura da Terra
- Influência gravitacional das montanhas nos pêndulos - anomalia gravitacional
- Refração
- Altitude

## Superintendentes
- 1818–23 – William Lambton
- 1823–43 – Sir George Everest
- 1843–61 – Andrew Scott Waugh
- 1861–84 – James Thomas Walker
- 1885–1911 – Sidney Gerald Burrard
- 1912–21 – Sir Gerald Ponsonby Lenox-Conyngham

## Compra de terras pelos topógrafos
Vários topógrafos tornaram-se muito ricos. Entre eles destacaram-se Andrew Chamrette, o seu filho Peter Chamrette, e o seu neto Charles Chamrette, que trabalharam para o GTS da Índia entre 1802 e 1876. Esta família adquiriu mais de 1800 acres (7,3 km2) de terras nos distritos de Kapsi, Yavatmal e Maharashtra (antes CP Berar). George Everest comprou 600 acres (2,4 km2) de terras perto de Dehra Doon.

## Leitura complementar
- Matthew Edney. 1997. Mapping an Empire. Chicago: University of Chicago Press. ISBN 0-226-18488-9.
- John Keay. 2000. The Great Arc. London: Harper Collins. ISBN 0-00-257062-9.

## Ligações Externas
- The Great Trigonometrical Survey of India in a Historical Perspective by Rama Deb Roy